# Malkoçoğlu Cem Sultan
Malkoçoğlu Cem Sultan es una película histórica de 1970 producida entre Turquía e Irán, dirigida por Remzi Aydın Jöntürk. Es una de las múltiples colaboraciones entre el director y el actor Cüneyt Arkın y pertenece a la corriente turca de largometrajes históricos, muy popular en las décadas de 1960 y 1970.

## Sinopsis
La película tiene una base histórica real, ya que la familia Malkoçoğlu hizo parte de los Akıncı o merodeadores durante el Imperio Otomano. Relata la historia de la lucha vital del príncipe Cem y de cómo los Akıncıs le brindan ayuda y protección. El líder de las tropas Akıncı, Malkoçoğlu, confía en un campesino llamado Polat, lo acepta en su ejército y le encomienda la misión de guiar a Cem de forma segura hasta sus aliados de Frenk. Cüneyt Arkın interpreta a dos personajes en la película, muy en consonancia con su estilo característico.

## Reparto
- Cüneyt Arkın ... Malkoçoğlu / Polat
- Pouri Banai ... Melek
- Cihangir Ghaffari ... Cem
- Feri Cansel ... Jitan[4]
- Suzan Avcı ... Zühre
- Behçet Nacar ... Gaddar Hamolka[5]
- Özdemir Han ... Şeytan Omerro
- Ayton Sert ... Hancı İgor
- Adnan Mersinli ... Öküz Abdi